# Maria Thorisdottir
Maria Thorisdottir (* 5. Juni 1993 in Elverum, Norwegen) ist eine norwegische Fußballspielerin, die seit der Saison 2023/24 für Brighton & Hove Albion WFC und seit 2015 für die A-Nationalmannschaft spielt.

## Werdegang
Thorisdottir ist die Tochter des isländischen Handballspielers und Trainers Þórir Hergeirsson.

### Vereine
Thorisdottir spielte seit 2010 für den Erstligisten Klepp IL, mit dem sie als beste Platzierungen den siebten Platz in den Jahren 2010 und 2013 erreichte und 2013 knapp dem Abstieg in die zweite Liga entging. Im Sommer 2017 wechselte sie nach England zu Chelsea LFC, wo sie an der Seite ihrer Nationalmannschaftskapitänin Maren Mjelde spielt, und gewann dort das Double 2017/2018. In der UEFA Women’s Champions League 2017/18 kam sie mit den Chelsea Ladies bis ins Halbfinale, wo sie mit 1:3 und 0:2 gegen den VfL Wolfsburg verloren. 2018/19 wurde ebenfalls das Halbfinale erreicht, wo Olympique Lyon um ein Tor besser war. Sie kam aber verletzungsbedingt nur im Sechzehntelfinale zum Einsatz. Nachdem die Saison 2020/21 wegen der COVID-19-Pandemie erst im September 2020 begonnen hatte, hatte sie noch zwei Einsätze für Chelsea. Im Januar 2021 wechselte sie dann zum Ligakonkurrenten Manchester United W.F.C., wo sie einen Zweijahresvertrag mit der Option auf ein weiteres Jahr erhielt.
Im August 2023 wechselte sie zum Brighton & Hove Albion WFC.

### Nationalmannschaften
Thorisdottir durchlief alle norwegischen Juniorinnenmannschaften und nahm mit der U-17-Mannschaft an der Qualifikation und der Endrunde der U-17-Fußball-Europameisterschaft der Frauen 2009 in Nyon teil, bei der Norwegen Vierter wurde.
Ein Jahr später scheiterte sie in der zweiten Qualifikationsrunde für die U-17-Fußball-Europameisterschaft der Frauen 2010 an Deutschland. Bei der U-19-Fußball-Europameisterschaft der Frauen 2011 erreichte sie mit ihrer Mannschaft das Finale, verlor dieses aber mit 1:8 gegen Deutschland. Mit dem Halbfinaleinzug hatten sich die Norwegerinnen aber bereits für die U-20-Fußball-Weltmeisterschaft der Frauen 2012 in Japan qualifiziert. Im September qualifizierte sie sich dann mit ihrer Mannschaft in der Qualifikation für die U-19-Fußball-Europameisterschaft der Frauen 2012 bei einem Miniturnier in Bulgarien für die zweite Runde. An dieser, die im April 2012 ausgetragen wurde und bei der Norwegen an Portugal scheiterte, nahm sie nicht teil. Im August 2012 nahm sie aber mit der U-20-Mannschaft an der WM teil und erreichte das Viertelfinale. Dort traf sie erneut auf Deutschland. Zwar kassierten sie nur halb so viele Tore wie im EM-Finale, schossen selber aber keins, womit für Norwegen die WM beendet war.
Danach kam ihre internationale Karriere etwas ins Stocken und erst drei Jahre später kam sie zunächst zu zwei Spielen für die U-23-Mannschaft und dann am 6. März 2015 beim Algarve-Cup 2015 gegen Island zu ihrem ersten A-Länderspiel, dem noch zwei weitere Einsätze darunter das Platzierungsspiel gegen Dänemark folgte. Am 23. April 2015 wurde sie in den vorläufigen Kader von 35 Spielerinnen für die WM 2015 berufen. Am 14. Mai wurde sie dann auch für den endgültigen Kader nominiert. Danach bestritt sie am 23. Mai noch das Testspiel mit der A-Nationalmannschaft gegen Belgien, bei dem erstmals gegen Belgien verloren wurde, sowie am 27. Mai ein Spiel mit der U-23-Mannschaft gegen England, das mit 3:0 gewonnen wurde und bei dem außer ihr noch Torhüterin Cecilie Hauståker Fiskerstrand und Lisa-Marie Utland aus dem WM-Kader zum Einsatz kamen.
Bei der WM stand sie in den Gruppenspielen gegen Deutschland und die Elfenbeinküste in der Startelf und spielte jeweils 90 Minuten. Im mit 1:2 gegen England verlorenen Achtelfinale wurde sie zur zweiten Halbzeit beim Stand von 0:0 eingewechselt. Durch die Achtelfinalniederlage wurde die direkte Qualifikation für die Olympischen Spiele 2016 verpasst. Die Norwegerinnen hatten aber noch die Chance sich beim Qualifikationsturnier für die Olympischen Spiele 2016 den letzten europäischen Startplatz zu sichern. Für dieses Turnier, bei dem die Norwegerinnen aber scheiterten, wurde sie ebenso wenig berücksichtigt wie für andere Spiele im Jahr 2016.
Erst beim Algarve-Cup 2017 wurde sie wieder in drei Spielen eingesetzt; bei der 0:3-Niederlage gegen die Nationalmannschaft Spaniens im zweiten Spiel der Gruppe B unterlief ihr mit dem Treffer zum 0:1 in der 25. Minute ein Eigentor. Die Norwegerinnen konnten aber nur das Spiel um Platz 11 gegen Gastgeber Portugal gewinnen, was für die Norwegerinnen die schlechteste Platzierung in der Turniergeschichte bedeutete. Sie wurde nun wieder regelmäßig eingesetzt und bestritt bei der EM 2017 zwei Spiele. Die Norwegerinnen blieben aber erstmals ohne Torerfolg und schieden als Gruppenletzte aus.
Bei der darauf folgenden Qualifikation zur WM 2019 gehörte sie zu den acht Norwegerinnen, die alle acht Qualifikationsspiele mitmachten. Am Ende wurden sie vor Europameister Niederlande Gruppensieger. Zwischen den Qualifikationsspielen erzielte sie am 19. Januar 2018 beim 3:0-Sieg gegen Schottland ihr bisher einziges Länderspieltor.
Nach der geglückten WM-Qualifikation kam sie noch im vorletzten Spiel des Jahres, einer 1:2-Niederlage gegen Schweden zum Einsatz, danach aber verletzungsbedingt erst wieder bei der 0:1-Niederlage am 9. April gegen Neuseeland. Sie verpasste so den Sieg beim Algarve-Cup 2019. Am 2. Mai wurde sie für die WM 2019 und damit ihre zweite WM nominiert. Bei der WM kam sie in den fünf Spielen der Norwegerinnen zum Einsatz. Durch eine 0:3-Niederlage gegen England im Viertelfinale schied sie mit ihrer Mannschaft aus und verpasste damit auch die Olympischen Spiele 2020.
In der Qualifikation für die EM 2022 stand sie in fünf der sechs Spiele der Norwegerinnen jeweils die volle Spielzeit auf dem Platz. Da sie nach den sechs Spielen qualifiziert waren, fanden die letzten beiden Spiele, die wegen der COVID-19-Pandemie mehrfach verschoben worden waren und die keinen Einfluss mehr auf die übrige Qualifikation hatten, nicht mehr statt. Zum 7:1-Sieg gegen Belarus steuerte sie ein Tor bei.
Für die ersten acht Spiele der erfolgreichen Qualifikation für die WM 2023 wurde sie immer nominiert und nur im sechsten Spiel nicht eingesetzt.
Am 7. Juni 2022 wurde sie für die EM-Endrunde nominiert. Sie wurde in den ersten beiden Gruppenspielen eingesetzt, die mit einem 4:1-Sieg gegen EM-Neuling Nordirland begannen. Danach kassierten sie gegen England mit 0:8 die höchste Niederlage ihrer Länderspielgeschichte. Ohne sie verloren ihre Mitspielerinnen das dritte Gruppenspiel mit 0:1 und damit überhaupt das erste Mal gegen Österreich und verpassten als Gruppendritte die K.-o.-Runde.
Auch die beiden letzten Spiele der WM-Qualifikation, in denen sich die Norwegerinnen das WM-Ticket sicherten, fanden ohne sie statt. Sie kam erst wieder im letzten Spiel des Jahres, einem Freundschaftsspiel gegen England zu einem Kurseinsatz, das 1:1 endete. Sie kam auch bei zwei Spielen des Tournoi de France im Februar 2023 zum Einsatz. Für die WM, die für die Norwegerinnen im Achtelfinale endete, wurde sie nicht nominiert.

## Erfolge
- Englischer Meister 2017/18, 2019/20 (nach Saisonabbruch)
- FA-Women’s-Cup-Sieger 2017/18
- WSL-Cup-Sieger 2019/20
- Women’s-FA-Community-Shield-Sieger 2020/21 (ohne Einsatz)